# Hillary Janssens
Pour les articles homonymes, voir Janssens.
Hillary Janssens, née le 21 juillet 1994 à Surrey (Colombie-Britannique), est une rameuse d'aviron canadienne, médaillée de bronze aux Jeux olympiques d'été de 2020.

## Carrière
Elle est médaillée d'argent du huit aux Championnats du monde d'aviron 2017. Aux Championnats du monde d'aviron 2018, elle est sacrée championne du monde du deux sans barreur avec Caileigh Filmer.
Elle est médaillée de bronze du deux sans barreur avec Caileigh Filmer aux Championnats du monde d'aviron 2019.
En 2021, elle remporte avec Caileigh Filmer la médaille de bronze en deux sans barreur aux Jeux olympiques d'été de 2020 à Tokyo.

## Palmarès

### Jeux olympiques
- 2021 à Tokyo,  Japon
  -  Médaille de bronze en deux sans barreur

### Championnats du monde
- 2017, Sarasota,  États-Unis
  -  Médaille d'argent en huit
- 2018 à Plovdiv,  Bulgarie
  -  Médaille d'or en deux sans barreur
- 2019 à Ottensheim,  Autriche
  -  Médaille de bronze en deux sans barreur